# 高原直泰
高原直泰（1979年6月4日—），日本足球运动员，司职前锋，最後效力日本足球聯賽球隊沖繩SV，現時是球會CEO。前日本國家足球隊成員。

## 俱樂部生涯
1979年6月4日，高原直泰出生于日本静冈县三岛市。1985年3月，小学1年级的高原直泰作为特例球员（正常是小学三年级）进入三岛山田足球体育少年队接受专业足球训练。小学5年级时，高原直泰曾在一场公开比赛中打入20球。1992年4月，高原直泰考入东海大一中，当时高原直泰的身高就已达到170厘米。1995年4月，高原直泰考入足球名校静冈县立清水东高等学校。
1998年1月，高原直泰从日本清水东高中加盟了磐田喜悦。1999年赛季，高原直泰帮助磐田喜悦获得日职联赛冠军和亚冠联赛冠军。
2000年11月8日，在磐田喜悦主场与FC东京的比赛中，高原直泰与一名FC东京后卫争顶头球时受伤，高原直泰被送往附近静冈县的一家医院，并接受了四个小时的手术，确诊为颊骨破裂而需休养两至三个月。
2001年7月28日，高原直泰以30万美元的价格租借加盟阿根廷的博卡青年足球俱乐部，球衣号码定为30号。双方签订的合同期限是包括第一年租借在内的5年。
2001年11月31日，高原直泰结束租借，返回磐田喜悦。高原直泰本人获得2002年赛季日本职业足球联赛的最佳射手奖和日本职业足球联赛MVP并当选2002年度日本足球先生。
2002年12月，高原直泰以210万美元的转会费加盟至德甲联赛球队汉堡足球俱乐部，双方签约两年半。
2006年1月6日，高原直泰本人同意从所在的汉堡足球俱乐部转至法兰克福足球俱乐部。5月14日，高原直泰正式转会法兰克福足球俱乐部，双方签署了一份为期两年的合同。
2006年11月9日，在德甲联赛法兰克福客场1-0战胜科特布斯的比赛中，高原直泰打入全场唯一进球。12月4日，在德甲联赛第15轮法兰克福客场3-2险胜亚琛的比赛中，高原直泰打入3球，上演帽子戏法。12月14日，在欧洲联盟杯小组赛最后一轮法兰克福客场2-2战平土耳其球队费内巴切的比赛中，高原直泰为法兰克福梅开二度。12月20日，在德国杯第3轮法兰克福主场3-1战胜科隆的比赛中，高原直泰打入关键入球帮助法兰克福淘汰对手。2007年2月27日，在德国盃四分之一决赛法兰克福队客场以3-0战胜奥芬巴赫的比赛中，高原直泰打入1球。
2008年1月6日，高原直泰转会加盟日职联赛的浦和红钻。高原直泰得到了一份为期三年的合同，年薪约合150万美元。
2010年7月23日，高原直泰正式加盟韩国K联赛的水原三星蓝翼 。8月28日，在韩国K联赛第2轮水原三星主场4-2战胜FC首尔的比赛中，高原直泰梅开二度。2010年赛季，高原直泰帮助水原三星蓝翼获得韩国盃冠军。
2011年1月，高原直泰返回日本，加盟日职联赛的清水心跳 。
2013年1月14日，高原直泰转会处于日乙联赛的东京绿茵 。
2014年3月21日，高原直泰以租借形式加盟至日丙联赛的SC相模原 。
2016年1月，高原直泰加盟日本低级别联赛的沖繩SV，高原直泰同时出任俱乐部领队、主教练、球员。
高原直泰在沖绳SV也投资有1000万日元，球队所属有20人，属于半职业性质，高原直泰的目标是借助成立这家俱乐部，培养专业运动员并致力于青训，小学一年级至六年级的小朋友不分男女均可加入进来。
2016年赛季，冲绳SV参加冲绳县第三级别联赛，高原直泰没有出场参加比赛。

## 國家隊生涯
1999年，高原直泰随日本国家青年队参加U21世青赛，在决赛中日本0-4不敌西班牙，获得世青赛亚军。
2000年2月，高原直泰首次入选日本国家足球队。4月26日，在日本客场0-1负于南韩的友谊赛中，高原直泰首次代表国家队出场。
2002年3月27日，在日本客场2-0战胜波兰的友谊赛中，高原直泰打入自己的国家队首球。
2007年7月9日，在2007年亚洲杯B组第二轮日本1-1战平卡塔尔的比赛中，高原直泰打进一球。7月21日，在亚洲杯日本对阵澳洲的比赛中，高原直泰得球后假动作摆脱防守，近距离推射得分。
2008年5月27日，在日本主场0-0战平巴拉圭的友谊赛中，高原直泰最后一次代表日本国家足球队出场。

## 外部連結
- TAKA-WEB 高原直泰個人網站 （页面存档备份，存于）
- 高原直泰（德文）
- 高原直泰 – FIFA國際賽競賽紀錄 (存檔) （英文）
- 日本職業足球聯賽中的高原直泰 （日語）
- 高原直泰在kleague.com上的出场纪录
- 高原直泰在 National-Football-Teams.com 上的出场纪录 （英文）
- 代理人：トーマス・クロート日本公式サイト